# Яков Левентинос
Яков (на гръцки: Ιάκωβος, Яковос) е гръцки духовник, епископ на Вселенската патриаршия.

## Биография
Роден е в 1828 година със светското име Йоанис Левентинос (Ιωάννης Λεβεντίνος) на остров Псара. В 1848 година е ръкоположен за дякон на Сирос. Служи като свещеник във Виена в продължение на 20 години.
На 12 юни 1875 година е избран и на 15 юни ръкоположен за викарен амфиполски епископ в църквата „Въведение Богородично“ в Бейолгу (Ставродроми). Ръкополагането е извършено от митрополит Йоаникий Никейски в съслужений с митрополитите Амвросий Сисанийски и епископ Даниил Лернийски.
От 25 август 1882 година до смъртта си на 5 август 1897 година е мосхонисийски епископ.